# Mensur Suljović
Mensur Suljović (cirill írással: Менсур Суљовић; Tutin, 1972. március 5. –) szerb születésű osztrák dartsjátékos. 1999-től 2007-ig a British Darts Organisation, majd 2007-től a Professional Darts Corporation tagja. Beceneve "The Gentle".

## Pályafutása

### Kezdetek, BDO
Suljović Jugoszláviából Bécsbe költözött, és ott kezdett el megismerkedni először a dartscal. Karrierje kezdetén még a soft dartsban ért el sikereket, amelyek közül a legnagyobb az 1999-ben Kalkarban rendezett Soft világbajnokság megnyerése volt.
2000-ben már átváltott a hagyományos "steel" dartsra, és ebben az évben már a BDO-nál indult versenyeken. A Winmau World Masters tornán bejutott a nyolcaddöntőbe, ami egy nagyon jó eredménynek számított tőle. A következő évben kezdett el igazából foglalkozni a dartsozással, és már Németországban készült a versenyekre. Ezekben az időkben jelentkeztek nála a dartsozók rettegett betegségének az úgynevezett "Dartitis"-nek a jelei, amelyek nagyban megnehezítették játékát ezekben az időkben.
A BDO-nál világbajnokságon mindössze egyszer vett részt 2002-ben, amelyen a második körig sikerült eljutnia, ahol Mervyn King verte meg 3–1-re. Legjobb eredménye a BDO-nál egy a World Mastersen elért negyeddöntő volt, amely 2001-ben jött össze neki. 2007-ben átszerződött a PDC-hez a profik közé.

### PDC
2007-ben a German Darts Corporation (német darts szövetség) ranglistáján az első helyre került, így részt vehetett a 2008-as PDC világbajnokságon, amely a 2002-es BDO világbajnokság után az első vb volt, amin részt vett. Suljović az első kört sikerrel vette Andy Smith ellen, majd a következő körben kiesett a korábbi kétszeres PDC-világbajnok John Part ellen. 2008-ban először sikerült kvalifikálnia magát az Európa-bajnokságra, ahol a második körben esett ki Robert Thornton ellen.
2009-ben a világbajnokságon szintén a második körig jutott, majd a vb-t követően először sikerült bekerülnie a világranglistán a legjobb 50-be.
A 2010-es vb még ennyire sem sikerült Suljovićnak, mivel már az első körben elbukott a 2004-es vb döntőt játszó Kevin Painter ellen.
A következő évi világbajnokságon az első körben Michael van Gerwent győzte le. Ezután egy bravúros győzelmet aratott az akkori világranglista második James Wade ellen. A végállomást számára a nyolcaddöntő jelentette, ahol Wes Newton ejtette ki.
A 2012-es világbajnokságon az első körben búcsúzni kényszerült az ausztrál Paul Nicholson ellen. Az ezt követő évek nem sikerültek túl jól a számára, mivel 2013-ban ki sem jutott a vb-re, valamint 2014-ben és 2015-ben egyaránt újra az első körben kiesett, először Mark Webstert, majd Michael Smith-t nem sikerült legyőznie.
2015-ben a World Matchplay-en legyőzte Terry Jenkinst és utána az akkori világbajnok Gary Andersont is, és bejutott a negyeddöntőbe, ahol James Wade állította meg. Ebben az évben már a legjobb 20-ba is bekerült a világranglistán, és több tornán is sokáig sikerült eljutnia. A  World Grand Prixen egészen az elődöntőig jutott, ahol a későbbi győztes Robert Thornton tudta legyőzni, de Suljović előtt több nagy nevet is kiejtett (James Wade, Simon Whitlock, Vincent van der Voort).
A 2016-os PDC világbajnokságon eddigi legjobb eredményét produkálta és a nyolcaddöntőig jutott, ahol a későbbi döntős Adrian Lewis ellen esett ki. Suljovićnak ebben az évben megszületett első tornagyőzelme, melyet az International Darts Open-en ért el Riesaban.
2016 októberében az Európa-bajnokságon sikerült legyőznie Phil Taylort és Peter Wrightot is, és életében először játszhatott kiemelt tornán döntőt. A döntőben az ellenfele a világelső Michael van Gerwen volt, aki 11–1-re győzte le Suljovićot. A torna után egészen a hetedik helyre ugrott a világranglistán.
A 2017-es vb megint nem sikerült jól számára, mert a második körben újra búcsúzni kényszerült Mark Webster ellen.
2017 szeptemberében ismét sikerült egy kiemelt PDC tornán döntőt játszania, amelyet ezúttal meg is nyert. A Champions League of Darts elnevezésű tornán a döntőben Gary Andersont tudta legyőzni 11–9-re. Novemberben a Grand Slam of Darts-on a negyeddöntőig jutott, ahol újra Andersonnal találkozott, de ezúttal a skót örülhetett a végén. A torna után Suljović már az ötödik helyre került a világranglistán és innen várhatta a vb sorsolást.
A 2017-es év utolsó tornáján a Players Championship Finalsön  meglepetésre már a második körben kiesett Stephen Bunting ellen.
2018-ban bejutott a World Matchplay fináléjába ahol a korábban kilencnyilast dobó Gary Anderson várta. 21–19 lett az eredmény Gary javára, övé lett a Phil Taylor-trófea. Még ebben az évben a Champions League döntőjében visszavágott Andersonnak.
2021-ben a világbajnokság 3. körében elég sajátos módszert választott a meccs megnyerésére. Direkt próbálta lassítani a játékát és Garyt az őrületbe kergetni. Gary a meccset ugyan megnyerte, de annyira kiakadt Suljovicra, hogy azt nyilatkozta: „If that's the darts, then I'm off”. (Magyarul: „Ha ez a darts, akkor én kilépek ebből”).

## Világbajnoki szereplései

### BDO
- 2002: Második kör (vereség  Mervyn King ellen 1–3)

### PDC
- 2008: Második kör (vereség  John Part ellen 1–4)
- 2009: Második kör (vereség  Mark Dudbridge ellen 0–4)
- 2010: Első kör (vereség  Kevin Painter ellen 1–3)
- 2011: Harmadik kör (vereség  Wes Newton ellen 1–3)
- 2012: Első kör (vereség  Paul Nicholson ellen 1–3)
- 2014: Első kör (vereség  Mark Webster ellen 2–3)
- 2015: Első kör kör (vereség  Michael Smith ellen 1–3)
- 2016: Harmadik kör (vereség  Adrian Lewis ellen 0–4)
- 2017: Második kör (vereség  Mark Webster ellen 3–4)
- 2018: Harmadik kör (vereség  Dimitri Van den Bergh ellen 0–4)
- 2019: Második kör (vereség  Ryan Searle ellen 1–3)
- 2020: Második kör (vereség  Fallon Sherrock ellen 1–3)
- 2021: Harmadik kör (vereség  Gary Anderson ellen 3–4)
- 2022: Második kör (vereség  Alan Soutar ellen 2–3)
- 2023: Harmadik kör (vereség  Michael van Gerwen ellen 2–4)
- 2025: Első kör (vereség  Matt Campbell ellen 2–3)

## Döntői

### PDC nagytornák: 3 döntős szereplés
| Történet                        |
| World Matchplay (0–1)           |
| Champions League of Darts (1–0) |
| Európa-bajnokság (0–1)          |

| Eredmény | Sorszám | Év   | Bajnokság                 | Ellenfél a döntőben | Pontok    |
| Döntős   | 1.      | 2016 | Európa-bajnokság          | Michael van Gerwen  | 1–11 (l)  |
| Győztes  | 1.      | 2017 | Champions League of Darts | Gary Anderson       | 11–9 (l)  |
| Döntős   | 2.      | 2018 | World Matchplay           | Gary Anderson       | 19–21 (l) |

### PDC World Series of Darts tornák: 1 döntős szereplés
| Történet                    |
| World Series of Darts (1–0) |

| Eredmény | Sorszám | Év   | Bajnokság            | Ellenfél a döntőben   | Pontok  |
| Győztes  | 1.      | 2018 | German Darts Masters | Dimitri Van den Bergh | 8–2 (l) |

### PDC csapatversenyek: 2 döntős szereplés
| Eredmény | Sorszám | Év   | Bajnokság          | Ország   | Csapattárs           | Ellenfél a döntőben                      | Pontok   |
| Döntős   | 1.      | 2021 | World Cup of Darts | Ausztria | Rowby-John Rodriguez | Skócia (Peter Wright és John Henderson)  | 1–3 (m)  |
| Döntős   | 2.      | 2024 | World Cup of Darts | Ausztria | Rowby-John Rodriguez | Anglia (Luke Humphries és Michael Smith) | 6–10 (l) |

1. 1 2 3  (l) = pontszám legekben, (sz) = pontszám szettekben, (m) = pontszám mérkőzésekben.

## További tornagyőzelmei
| Players Championship - Players Championship (BAR): 2019 - Players Championship (DUB): 2017 World Series of Darts - German Darts Masters: 2018 European Tour Events - Austrian Darts Championship: 2019 - Danish Darts Open: 2018 - International Darts Open: 2016 | - Czech Open: 1999 - Dortmund Open: 2000 - GDC Halle: 2007 - GDC Hurth bei Koln: 2007 - GDC Ramada Hotel Koln: 2008 (x2) - GDC Wiesbaden: 2007 - German Gold Cup: 2003 - Hungarian Open: 2003 - Newark Xmas Open: 2010 - Bullshooter European Ch'ship: 1999, 2000, 2004 - SDWF European Ch'ship: 2004 - Bullshooter World Ch'ship: 2005 |